# Institut national des sciences appliquées de Strasbourg
INSA Strasbourg
Pour un article plus général, voir groupe INSA.
 (janvier 2024).
L'institut national des sciences appliquées de Strasbourg (INSA Strasbourg) est l'une des 204 écoles d'ingénieurs françaises accréditées au 1er septembre 2020 à délivrer un diplôme d'ingénieur. Elle est aussi habilitée par le ministère de la Culture à délivrer le diplôme d'architecte de l'INSA Strasbourg.
C'est une école d'architectes et d'ingénieurs, située à Strasbourg, sur le campus central de Strasbourg. Elle a été fondée le 2 janvier 1875 sous le nom allemand de « Technische Winterschule für Wiesenbautechniker ». En 2003, elle rejoint le groupe INSA - regroupant désormais sept écoles d'ingénieurs françaises - et prend son nom actuel.

## Historique

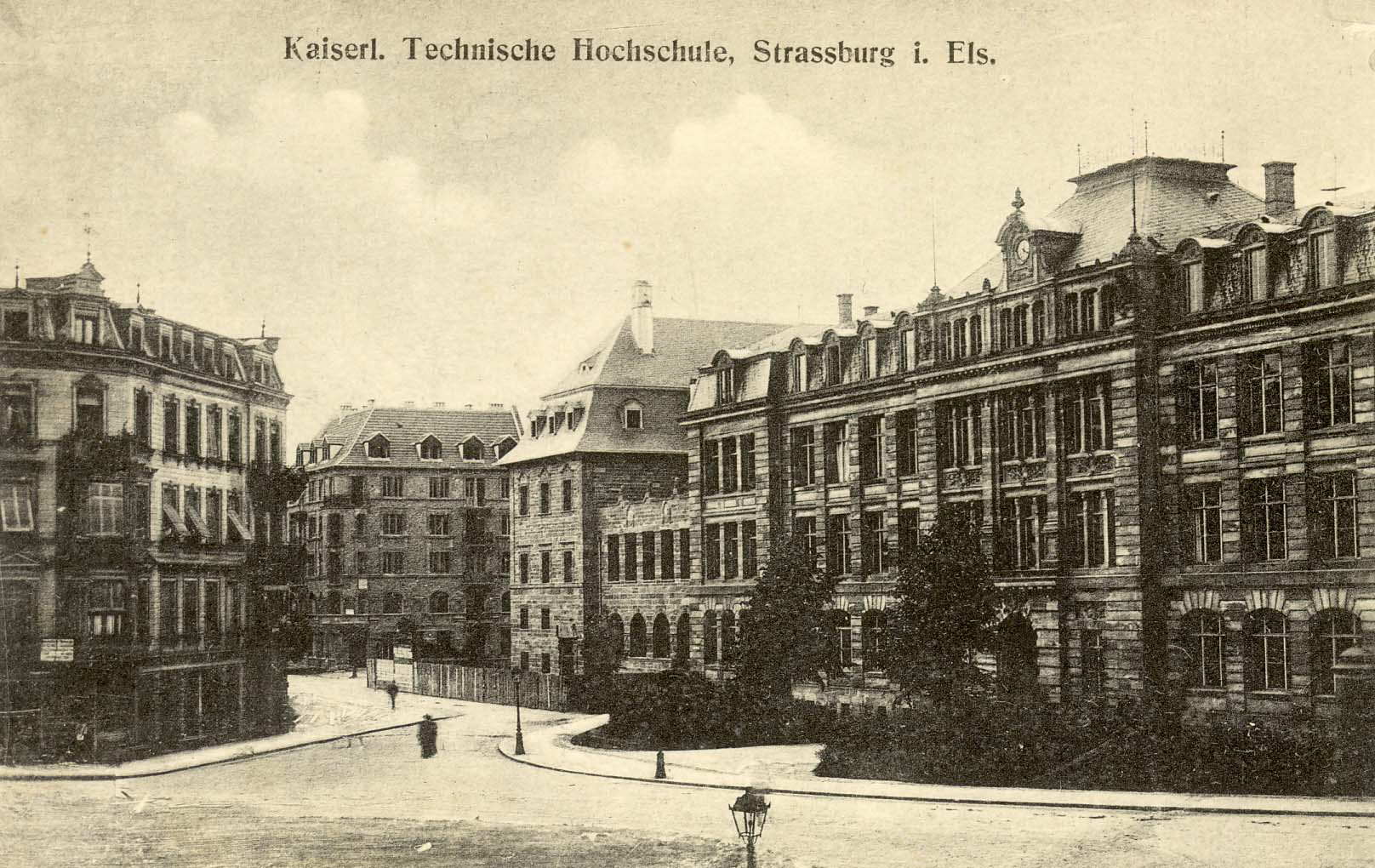
Carte postale de la Kaiserliche Technische Hochschule au 4 rue Schoch, vers 1910.

Le 2 janvier 1875 a lieu la rentrée officielle (seize élèves, quatre professeurs auxiliaires) de l'école d'hiver pour techniciens du Génie rural (en allemand : Technische Winterschule für Wiesenbautechniker) dans les locaux de l'ancienne boucherie, l'actuel musée historique.
En 1887, ouverture de l'option Ponts et Chaussées (en allemand : Wege und Wasserbau) avec admission des candidats du secteur privé.
En 1889, création de la section Bâtiment (en allemand : Fachschule für Hochbau-Baugewerbeschule).
En 1895, l'établissement prend le nom d'« École technique impériale » (en allemand : Kaiserliche Technische Schule).
En 1896, création de la section Mécanique (en allemand : Fachschule für Maschinenbau).
En 1897, création de la section Géomètre ouverte aux stagiaires venant du Cadastre et du Génie rural (en allemand : Fachschule für die Ausbildung von Feldmessern).
En 1907, création de la section Architecture
En 1919, la Kaiserliche Technische Schule devient École nationale technique de Strasbourg (ENTS).
En 1920, création de la section Électricité.
En 1939, évacuation de l'école. Les cours sont suspendus. Le personnel et les élèves sont dispersés. En octobre 1945, réouverture de l'école au 4 rue Schoch.
En 1948, transformation de la section Bâtiment en section Architecture.
En 1950, l'ENTS est transformée en école nationale d'ingénieurs de Strasbourg (ENIS).
En 1951, première promotion recrutée sur concours national du niveau Baccalauréat technique. Formation en quatre ans.
En 1955, ouverture du Foyer de l'ingénieur.
En 1959, transfert de l'École de la rue Schoch au 24, boulevard de la Victoire.
En 1961, création de la section Équipement technique du bâtiment.
En 1963, première promotion recrutée par concours national au niveau Bac + 1.
En 1964, mise en place d'une filière de recrutement pour des candidats issus de la promotion sociale et possédant le DEST.
En 1966, l'ENIS est transformée en École nationale supérieure des arts et industries de Strasbourg (ENSAIS).
En 1975, habilitation à la délivrance d'un diplômé d'ingénieur de formation continue.
En 1976, ouverture du cycle préparatoire à l'ENSAIS (arrêté du 31 mai 1976[réf. souhaitée]).
En 1977, première promotion recrutée par concours national au niveau (Bac + 2).
En 1978, mise en place d'un enseignement systématique des Techniques de Sécurité.
En 1984, changement de dénomination de spécialités :
- Génie civil (Travaux publics).
- Génie climatique et énergétique (Équipement technique du bâtiment).
- Électrotechnique et Électronique industrielle (Électricité).
- Génie mécanique (Mécanique).
- Création de la 7e spécialité plasturgie.

En 1985, ouverture d'un concours sur titres aux titulaires d'un DUT. ou d'un BTS dans certaines spécialités. Habilitation des deux DEA, conjoints avec l'Université Strasbourg I : Mécanique et Acoustique, Systèmes spatiaux et aménagements régionaux. Habilitation d'un DESS conjoint avec l'université Strasbourg I : Gestion industrielle et Innovation.
En 1986, création de l'Association des Grandes écoles de la région Alsace (AGERA).
En 1987, ouverture d'un concours réservé aux titulaires d'un DUT ou d'un BTS (option génie mécanique et E.E.I.). Création d'une section spéciale en gestion et informatique industrielles (arrêté du 3 septembre 1987).
En 1989, accréditation de deux mastères.
En 1990, habilitation d'un DESS conjoint avec l'université Strasbourg-I : génie urbain - réseaux techniques et espace urbain.
En 1991, ouverture d'un concours d'admission en deuxième année du cycle de formation d'ingénieurs réservé aux titulaires d'une maîtrise ès sciences ou d'une maîtrise de sciences et techniques.
En 1992, habilitation et création de la 8e spécialité : Mécatronique
En 1993, l'ENSAIS devient Établissement public à caractère scientifique, culturel et professionnel (EPCSCP).
En 2003, l'ENSAIS devient l'INSA de Strasbourg.
En 2008, création d'une section Génie climatique et énergétique en alternance (en sus de la formation continue) et création de cursus spécifiques franco-allemands, regroupés dans le label DeutschINSA. En 2013, création d'une section de formation en génie électrique par alternance. En 2016, création d'une section de formation en mécatronique par alternance en parcours franco allemand DeutschINSA. En 2019, création d'une section de formation en plasturgie par alternance. En 2022, création d'une section de formation en génie civil par l'alternance (FISA GC).

En 2023, la spécialité GCE (Génie Climatique et Énergétique) devient la spécialité GT2E (Génie Thermique Énergétique et Environnement)

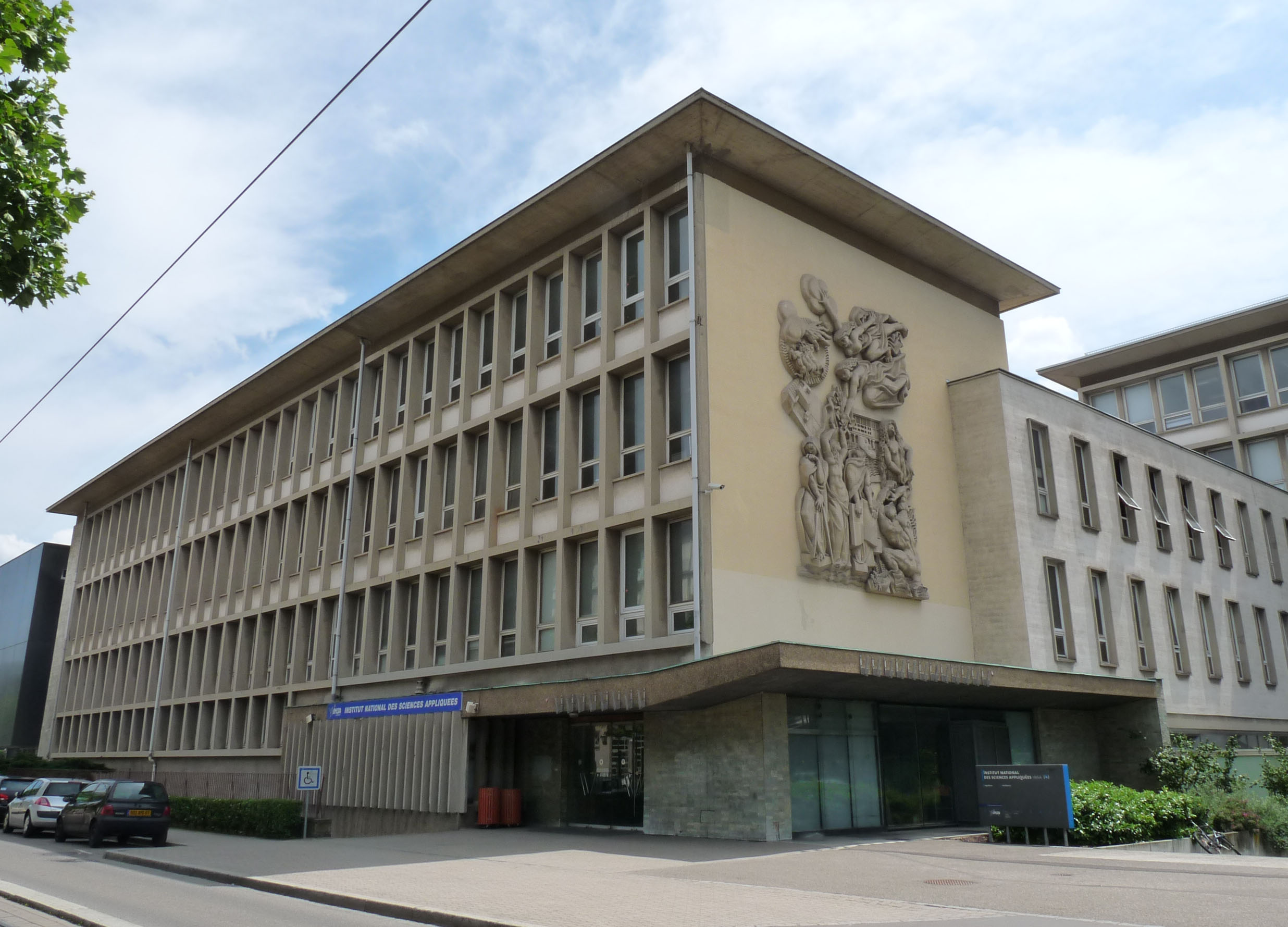
Le bâtiment principal sur le boulevard de la Victoire.

## Organisation
L'INSA Strasbourg a le statut d'Établissement public à caractère scientifique, culturel et professionnel. L'école est dirigée par Romuald Boné. L'établissement est passé aux responsabilités et compétences élargies (RCE) le 1er janvier 2013.
L'université de Haute-Alsace, l'Institut national des sciences appliquées de Strasbourg, la Bibliothèque nationale et universitaire de Strasbourg et l'École nationale supérieure d'architecture de Strasbourg sont associés à l'université de Strasbourg.

## Formation
L'INSA Strasbourg propose un large choix de formation avec ses huit spécialités, ses quatre formations par alternance FIP en partenariat avec l'ITII Alsace, ses filières à thème (DeutschINSA, bilingue et biculturelle, sport-études, arts-études, musique-études) ainsi que des masters.
L'INSA est également reconnue pour l'engagement associatif de ses étudiants.

### Ingénieur
L'INSA Strasbourg propose une formation d'ingénieurs habilitée par le ministère de l'Enseignement supérieur et de la Recherche après l'avis de la commission des titres d'ingénieur.
La formation dure cinq ans après le bac et comporte sept spécialités.
D'après la CTI les titres des spécialités, pour les élèves admis de 2020 à 2022, sont les suivantes :
| Titre de la spécialité du diplôme d'ingénieur | Statut des élèves                                               | Partenariat       |
| --------------------------------------------- | --------------------------------------------------------------- | ----------------- |
| Génie civil                                   | Formation initiale sous statut d'étudiant et formation continue |                   |
| Génie énergétique (nouvel intitulé)           | Formation initiale sous statut d'étudiant et formation continue |                   |
| Génie électrique                              | Formation initiale sous statut d'étudiant et formation continue |                   |
| Génie mécanique                               | Formation initiale sous statut d'étudiant et formation continue |                   |
| Topographie                                   | Formation initiale sous statut d'étudiant et formation continue |                   |
| Génie énergétique (nouvel intitulé)           | Formation initiale sous statut d'apprenti et formation continue | ITII Alsace       |
| Mécanique                                     | Formation initiale sous statut d'apprenti et formation continue | ITII Alsace       |
| Génie électrique                              | Formation initiale sous statut d'apprenti et formation continue | ITII Alsace       |
| Mécatronique                                  | Formation initiale sous statut d'étudiant et formation continue |                   |
| Mécatronique                                  | Formation initiale sous statut d'apprenti                       | ITII Alsace       |
| Plasturgie                                    | Formation initiale sous statut d'étudiant et formation continue |                   |
| Plasturgie                                    | Formation initiale sous statut d'apprenti                       | Polyvia Formation |

Ces formations sont toutes labellisées EUR-ACE.

### Architecte
L'INSA propose une formation d'architecte qui intègre depuis la réforme de 2014 un double cursus architecte couplé à un bachelor d'architecture et d'ingénierie, en 6 ans, ou un diplôme d'architecte et un diplôme d'ingénieur, en 7 ans.
- Le diplôme d'architecte de l'INSA Strasbourg
- L'habilitation à exercer la maîtrise d'œuvre en son nom propre

### Master en co-accréditation
- Master sciences et génie des matériaux, parcours design des surfaces et matériaux innovants
- Master image, robotique, ingénierie pour le vivant, deux parcours (automatique et robotique, topographie et photogrammétrie)
- Master physique appliquée et ingénierie physique, parcours modélisation numérique avancée
- Master urbanisme et aménagement, parcours architecture, structures et projets urbains[11]

### Master en partenariat
- Master mécatronique et énergie
- Master ingénierie des produits innovants

## Recherche
Les activités de recherche, qui entrent dans les attributions de l'école, comme dans tous les établissements d'enseignement supérieur, sont vecteurs d'une meilleure identification de l'école et porteuses d'évolutions pédagogiques avec le souci de thèmes proches des applications[non neutre].
Les travaux de recherche et de développement menés par l'école s'inscrivent dans une politique d'accords de collaboration avec d'autres établissements d'enseignement et de recherche, ainsi qu'avec des sociétés privées et des décideurs publics[réf. souhaitée].
Les enseignants - chercheurs de l'INSA Strasbourg font essentiellement leur recherche dans trois laboratoires de recherche[réf. souhaitée] :
- ICube, laboratoire en cotutelle Unistra, CNRS, INSA Strasbourg et ENGEES : les enseignants-chercheurs de l'INSA Strasbourg font leur recherche dans les équipes suivantes :
- Amup (architecture, morphogénèse urbaine et projet), en collaboration avec l'ENSAS
- Institut Charles Sadron, ICS, laboratoire propre du CNRS (UPR22)

## Classements
Classements nationaux :
| Nom        | 2019 (Rang) | 2020 (Rang) |
| ---------- | ----------- | ----------- |
| L’Étudiant |             | 57          |
| DAUR       | 56          | 41          |

## Personnalités liées

### Anciens élèves notables
- Édouard Schimpf (1877–1916), architecte, élève de la Kaiserlische Technische Schule de 1894 à 1897.
- René Radius (1907–1994), député et sénateur du Bas-Rhin, spécialité mécanique promotion 1927[14].
- Claude Vasconi (1940–2009), architecte et urbaniste, spécialité architecture promotion 1964.
- Georges Pencreac'h (1941–), architecte.
- Francis Grignon (1944–), sénateur du Bas-Rhin, spécialité travaux publics promotion 1966[15].
- Christian Bourquin (1954–2014) député puis sénateur et président de région[16].
- Marie-Hélène Therre, (ENSAIS 1981), a été nommée Officière de la Légion d’Honneur le 3 juillet 2017[17]
- Khaled Igué (1983–), fondateur et président du think tank Club 2030 Afrique

### Anciens Enseignants notables
- Albert Bauer (1916–2003), géodésie, glaciologue, explorateur polaire 1954-1956.